# 張法孔
張法孔（？—？年），字南鲁，云南临安府宁州民籍陕西岐山县人，明朝政治人物。

## 生平
性孝，母卒，血出柩隙，跪而䑛之。萬曆三十四年（1606年）丙午科云南中式举人，三十八年（1610年）庚戌科進士。历官户部郎中，天启二年出为河南右参议，升四川威茂道副使，调提督建昌学道。六年升河南右参政，七年二月调山西参政，分守河东。崇祯三年（1630年），升山东右布政使。九年（1636年），又调任四川左布政使，清操絶伦，报撙剩银三十万以助兵饷。崇祯十年（1637年），张法孔押送饷银至夔州（今奉节），不料被劫。此事被巡抚王维章参劾，导致他降级留任。后来，蜀王上疏说张法孔异常清廉贤能，恳请朝廷表彰并重用，将以太常寺少卿取用。但张法孔自己却决意引退，辞官回乡，直到七十二岁去世。崇祯时，张法孔被旌表为“天下清官最”。。